# عائلة KE
عائلة KE هي اسم طبي مخصص لعائلة بريطانية، يعاني نصفهم تقريبًا من اضطراب حاد في الكلام يسمى عسر القراءة اللفظي التنموي. إنها الأسرة الأولى التي تعاني من اضطراب في الكلام يتم التحقيق فيها باستخدام التحليلات الجينية، والتي تم من خلالها اكتشاف أن إعاقة الكلام ناتجة عن طفرة جينية، والتي تم من خلالها اكتشاف الجين FOXP2، الذي يطلق عليه غالبًا «جين اللغة». حالتهم هي أيضًا أول اضطراب للكلام وللغة البشرية المعروفة بإظهار الميراث المندلي الصارم.
تم جلب حالة عائلة KE إلى الرعاية الطبية من أطفال المدارس في أواخر الثمانينيات، وتم تناولها في معهد UCL لصحة الطفل في لندن في عام 1990. وأشار التقرير الأولي إلى أن الأسرة تأثرت باضطراب وراثي. اقترحت اللغوية الكندية ميرنا جوبنيك أن الاضطراب يتسم بالدرجة الأولى بنقص نحوي، مما يدعم الفكرة المثيرة للجدل حول «الجين النحوي». قرر علماء الوراثة في جامعة أكسفورد أن الحالة كانت وراثية بالفعل، ولها تأثيرات فيزيائية وفسيولوجية معقدة، وفي عام 1998 حددوا الجين الفعلي، الذي سمي في النهاية FOXP2. أدى هذا الاكتشاف مباشرة إلى معرفة أوسع عن التطور البشري حيث أن الجين يرتبط بشكل مباشر مع أصل اللغة.
ظهر اثنان من أفراد الأسرة، صبي وفتاة، في الفيلم الوثائقي ناشيونال جيوغرافيك Human Ape.

## فحوصات طبية

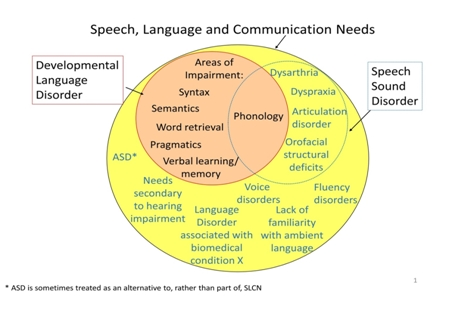
اضطراب اللغة التنموية مقارنة باضطرابات اللغة المشتركة الأخرى

التحق أطفال عائلة KE بوحدة الاحتياجات التعليمية الخاصة في إليزابيث أوجور في مدرسة برينتفورد الابتدائية في غرب لندن. في أواخر الثمانينيات، حضر سبعة أطفال من العائلة هناك. بدأ أوجور يتعلم أن الأسرة كانت تعاني من اضطراب في النطق لثلاثة أجيال. من بين الأعضاء الثلاثين، يعاني نصفهم تقريبًا من نقص حاد، وبعضهم مصاب بشكل طفيف، وقليل منهم غير مصاب. تظهر وجوههم صلابة في النصف السفلي، ومعظمهم لا يستطيع إتمام نطق كلمة واحدة. يعاني الكثير منهم من تلعثم شديد ومفردات محدودة. على وجه الخصوص، لديهم صعوبة في استخدام الحروف الساكنة، وحذفهم، مثل "boon" لكلمة "spoon"، و"able" لكلمة "table"، و"bu" لكلمة "blue". لوحظ نقص لغوي أيضًا في اللغة المكتوبة في كل من القراءة والكتابة. تتميز بانخفاض معدل الذكاء غير اللفظي.
أقنع أوجور العائلة بالخضوع للدراسات الطبية وتوجه إلى عالم الوراثة مايكل بارايتسر، من معهد صحة الطفل. بدأوا مع زملائهم ماركوس بريمبي وجين هيرست في أخذ عينات من الدم لتحليلها في عام 1987. أظهر تقريرهم الأول في عام 1990 أن 16 فردًا من العائلة قد تأثروا بخلل شديد، على الرغم من أن ذكائهم وسمعهم طبيعي، وأن الحالة وراثية (صبغي جسدي سائد). وفور النبأ كانت البي بي سي تعد فيلما وثائقيا للقضية في المسلسل العلمي الهوائي. بحلول هذا الوقت، كانت اللغوية الكندية من جامعة ماكجيل، ميرنا جوبنيك، تزور ابنها في أكسفورد، وألقت محاضرة مدعوة في الجامعة، حيث لاحظت النشرة الإعلانية لبرنامج بي بي سي. اتصلت بعلماء الوراثة الطبية، وأجرت مقابلات مع أفراد عائلة KE، وعادت إلى مونتريال، كيبيك. كانت مقتنعة بأن الخلل الجيني كان يتركز بشكل كبير على القدرة النحوية، وكتبت رسائل إلى الطبيعة في عام 1990. نشرت تقاريرها فكرة «الجين النحوي» ومفهوم مثير للجدل لاضطراب القواعد النحوية.

### اكتشاف جين FOXP2
بدأت عالمة الأعصاب وخبيرة اللغة في معهد صحة الطفل فرانه فارغا خادم التحقيق في التعاون مع جامعة أكسفورد وجامعة ريدينغ. في عام 1995، وجدوا خلافًا لفرضية جوبنيك، من مقارنة 13 مصابًا و 8 أفرادًا عاديين أن الاضطراب الوراثي كان ضعفًا معقدًا ليس فقط في القدرة اللغوية، ولكن أيضًا في السمات الفكرية والتشريحية، وبالتالي دحض فكرة «الجين النحوي». باستخدام التصوير المقطعي بالإصدار البوزيتروني (PET) والتصوير بالرنين المغناطيسي (MRI)، وجدوا أن بعض مناطق الدماغ كانت غير نشطة (مقارنة بمستويات خط الأساس) في أفراد عائلة KE وأن بعضها كان مفرط النشاط، مقارنة بالأشخاص العاديين. تضمنت المناطق غير النشطة الخلايا العصبية الحركية التي تتحكم في مناطق الوجه والفم. المناطق التي كانت مفرطة النشاط تشمل منطقة بروكا، مركز الكلام. مع علماء الوراثة في أكسفورد سيمون فيشر وأنتوني موناكو، حددوا الموقع الدقيق للجين على الذراع الطويلة للكروموسوم 7 (7q31) في عام 1998. تم تسمية المنطقة الكروموسومية (locus) بـ SPCH1 (لاضطراب الكلام واللغة -1)، وتحتوي على 70 جينًا. باستخدام الموقع الجيني المعروف لاضطراب الكلام من صبي، يُسمى CS، من عائلة غير مرتبطة، اكتشفوا في عام 2001 أن الجين الرئيسي المسؤول عن إعاقة الكلام في كل من عائلة KE و CS هو FOXP2، وأن هذا الجين يلعب دورًا رئيسيًا في أصل اللغة وتطورها. تؤدي الطفرات في الجينات إلى مشاكل في الكلام واللغة.